# Batrachuperus taibaiensis
Espèce
Statut de conservation UICN

 DD  : Données insuffisantes
Batrachuperus taibaiensis est une espèce d'urodèles de la famille des Hynobiidae.

## Répartition
Cette espèce est endémique du Shaanxi en Chine. Elle se rencontre dans le xian de Zhouzhi dans la préfecture de Xi'an vers 1 260 m d'altitude sur le Taibai Shan dans les monts Qinling.

## Étymologie
Son nom d'espèce, composé de taibai et du suffixe latin -ensis, « qui vit dans, qui habite », lui a été donné en référence au lieu de sa découverte, le Taibai Shan.

## Publication originale
- Song, Zeng, Wu, Liu & Fu, 2001 : A new species of Batrachuperus from northwestern China. Asiatic Herpetological Research, vol. 9, p. 6-8 (texte intégral).